# Колли-а-Вольтурно
Колли-а-Вольтурно (итал. Colli a Volturno) — коммуна в Италии, располагается в регионе Молизе, в провинции Изерния.
Население составляет 1405 человек (2008 г.), плотность населения составляет 59 чел./км². Занимает площадь 24 км². Почтовый индекс — 86073. Телефонный код — 0865.
Покровителями коммуны почитаются святой Леонард Ноблакский, празднование 6 ноября, святые Антоний Апамейский и Эмигдий, а также 
sant'Antonio di Padova.

## Демография
Динамика населения:

## Администрация коммуны
- Официальный сайт: http://www.comune.colliavolturno.is.it/